# St. Walburg (Großhabersdorf)

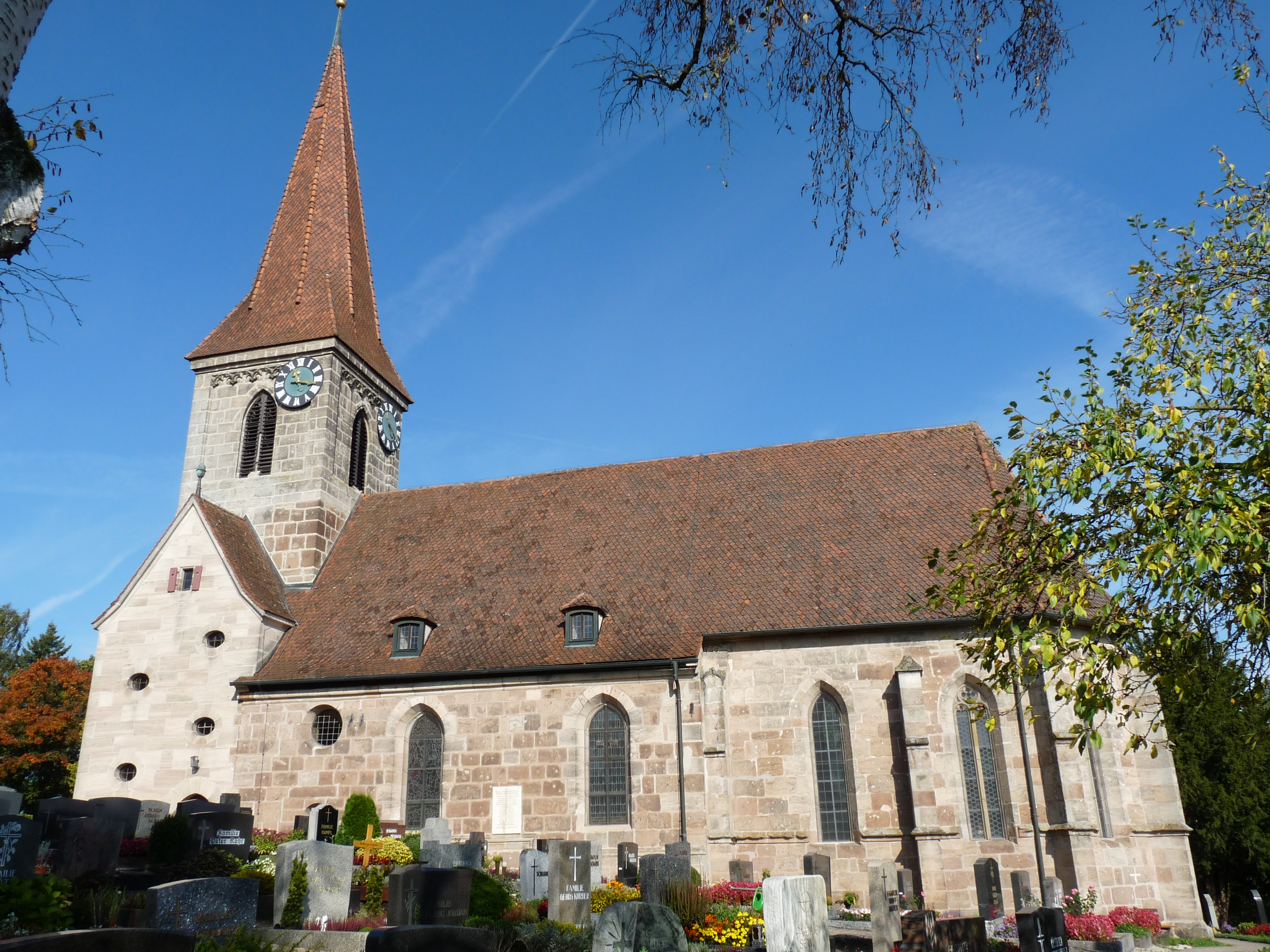
St. Walburg (Großhabersdorf)

Die evangelische, denkmalgeschützte Pfarrkirche St. Walburg steht in Großhabersdorf, einer Gemeinde im Landkreis Fürth (Mittelfranken, Bayern). Das Bauwerk ist unter der Denkmalnummer D-5-73-115-3 als Baudenkmal in der Bayerischen Denkmalliste eingetragen.

## Beschreibung
Die unteren Geschosse des Kirchturms und der eingezogene Chor mit 5/8-Schluss im Osten, dessen Wände von Strebepfeilern gestützt werden, sind die ältesten Teile der aus Quadermauerwerk gebauten Saalkirche. Sie stammen aus dem 14. Jahrhundert. 
Das heutige Langhaus wurde erst Mitte des 15. Jahrhunderts errichtet. Zur gleichen Zeit wurde der Kirchturm um ein Geschoss aufgestockt, das die Turmuhr und den Glockenstuhl beherbergt, und mit einem Knickhelm bedeckt. An der nördlichen Außenwand der Kirche befindet sich eine um 1500 entstandene Ölberggruppe. Die Scharwachttürme wurden 1797 entfernt. Die beiden Treppenhäuser, die ein Querschiff am Kirchturm bilden, wurden 1909 errichtet. Der Innenraum des Chors ist mit einem bemalten Kreuzrippengewölbe überspannt, der des Langhauses mit einem Spiegelgewölbe, das mit Stuck versehen wurde. Das Langhaus hat an den Längsseiten doppelstöckige Emporen. 
Die Orgel steht auf einer Empore im Chorschluss. Sie hat 23 Register, zwei Manuale und Pedal, und wurde 1983 von WRK Orgelbau errichtet. Die gesamte Kirchenausstattung entstand um 1728.